# Gørløse (plaats)

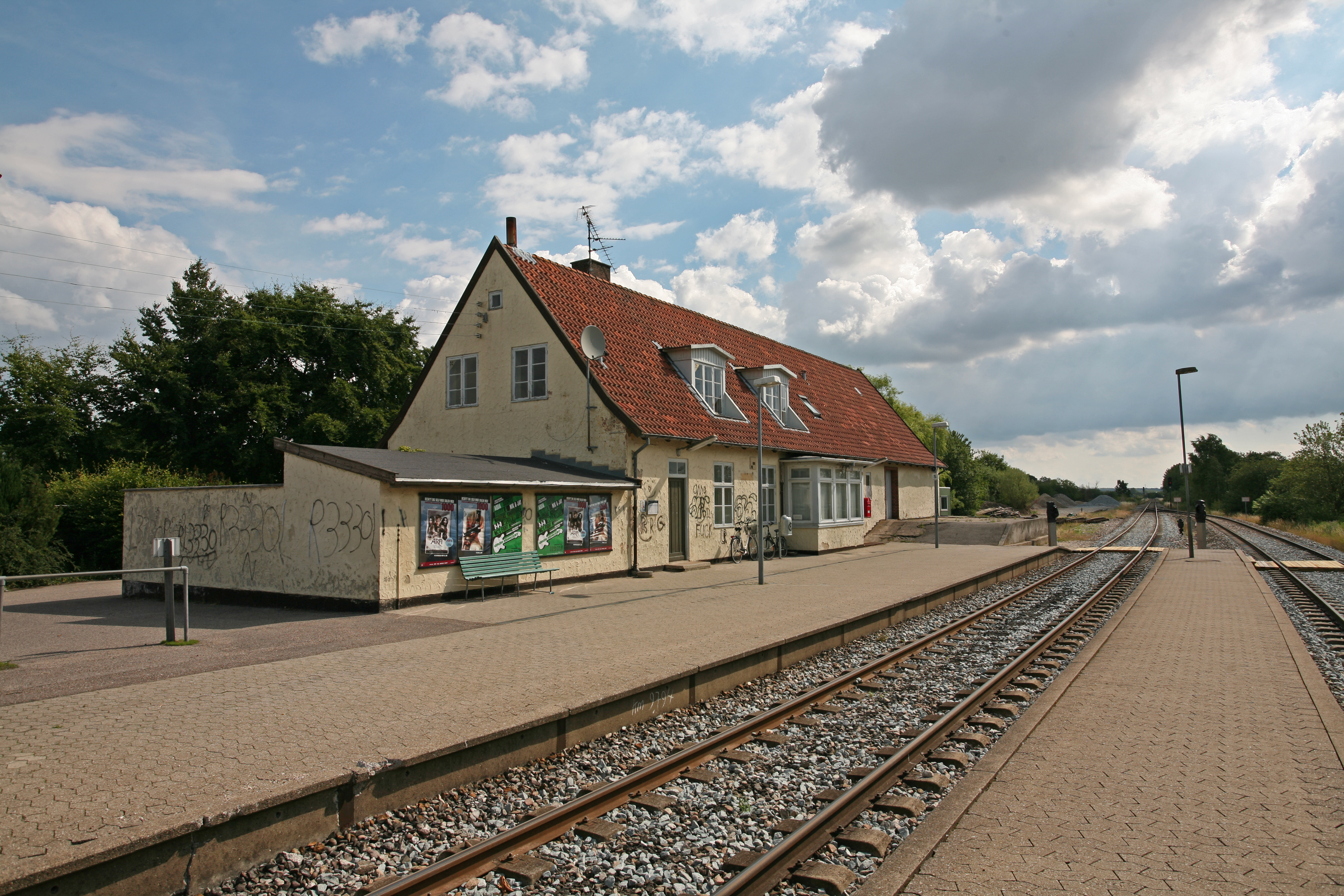
Station in Gørløse

Gørløse is een plaats in de Deense regio Hovedstaden, gemeente Hillerød, en telt 1066 inwoners (2007).
De plaats ligt aan de doorgaande weg 53.